# Khtum Reay Lech
Khtum Reay Lech est un village situé dans la commune de Bat Trang, dans le district de Mongkol Borei, dans la province de Bântéay Méanchey, au Cambodge.

## Source et ressources
- (en) Cet article est partiellement ou en totalité issu de l’article de Wikipédia en anglais intitulé « Khtum Reay Lech » (voir la liste des auteurs).